# Galgenberg (Šluknovská pahorkatina, 413 m)
Galgenberg (česky doslovně Šibeniční vrch) je vrch o nadmořské výšce 413 m na území hornolužické obce Neukirch/Lausitz v zemském okrese Budyšín v Sasku.

## Charakteristika
Vrch leží v německé části Šluknovské pahorkatiny (Lausitzer Bergland) a její mesogeochoře Severní hornolužická vrchovina (Nördliches Oberlausitzer Bergland). S Galgenbergem bezprostředně sousedí Lämmerberg (402 m), Weickertsberg (408 m) a Großer Picho (498 m). Při severním úpatí končí Šluknovská pahorkatina a začíná Západolužická pahorkatina a vrchovina. Geologické podloží tvoří dvojslídý granodiorit. Převažujícím půdním typem je podzolová kambizem a rovněž se vyskytuje pseudoglej a regosol. Jižní svahy jsou odvodňovány do Wesenitz, při západním svahu pak pramení potok Diehmener Wasser, který náleží k povodí Hoyerswerdaer Wasser a Černého Halštrova. Celý vrch tak náleží k povodí Labe a k úmoří Severního moře. Severní část Galgenbergu je porostlá jehličnatým až smíšeným lesem, jižní je využívána jako zemědělská půda. Vrch leží v chráněné krajinné oblasti Oberlausitzer Bergland.
Přes Galgenberg vedou tři turistické trasy (modrá, červená, žlutá), které jej spojují s okolními vrchy. Západním směrem míří k Hoher Hahnu (445 m) a východním ke Großer Pichu (498 m)